# 芝馬墟
芝馬墟是印度尼西亞的城市，由西爪哇省負責管轄，位於該國東南部爪哇島西部，距離首都雅加達180公里，面積48.42平方公里，海拔高度768米，2003年人口約483,000，人口密度為每平方公里9,975人。
06°53′S 107°32′E / 6.883°S 107.533°E